# Gołąbek jasnożółty

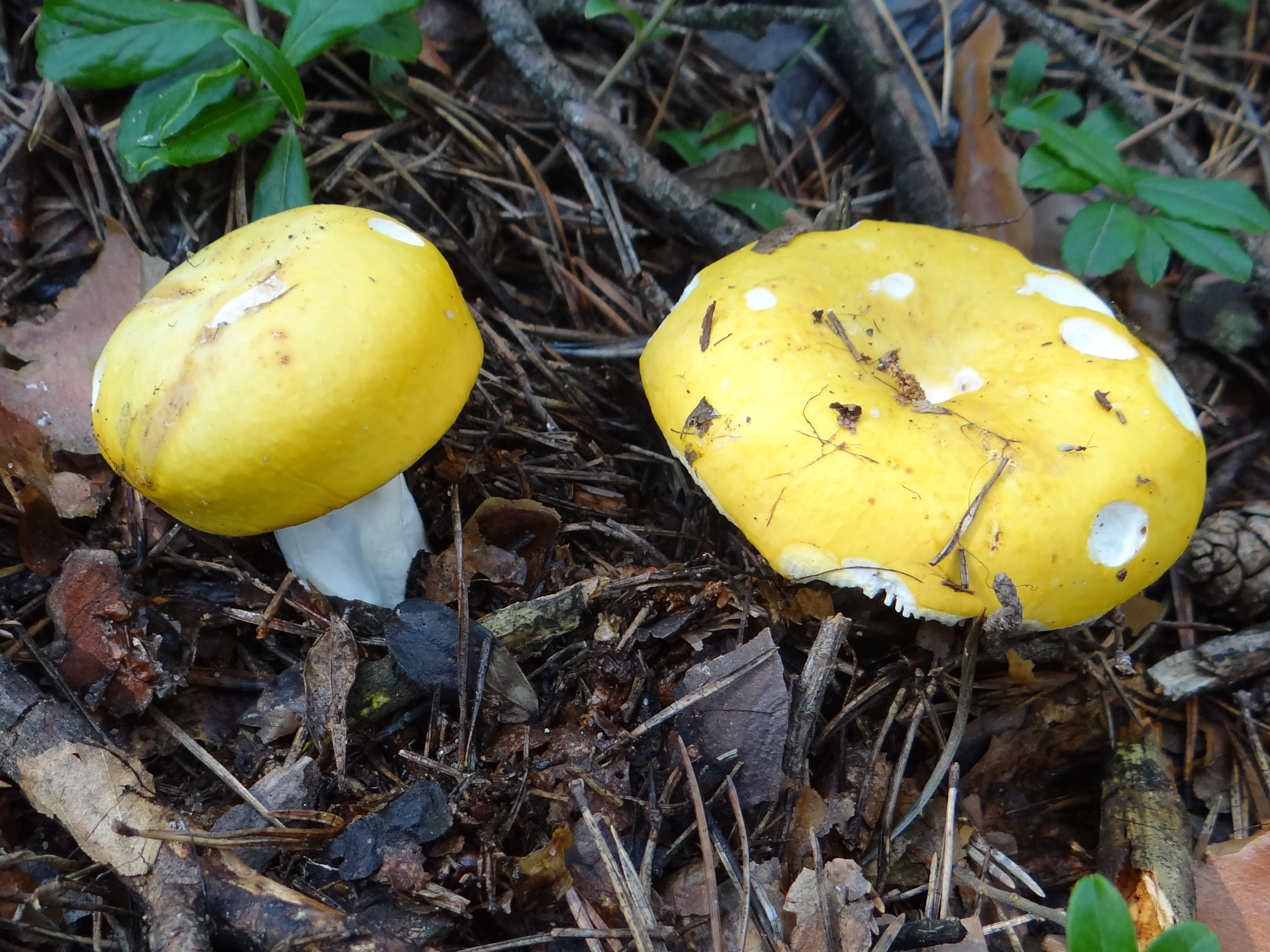

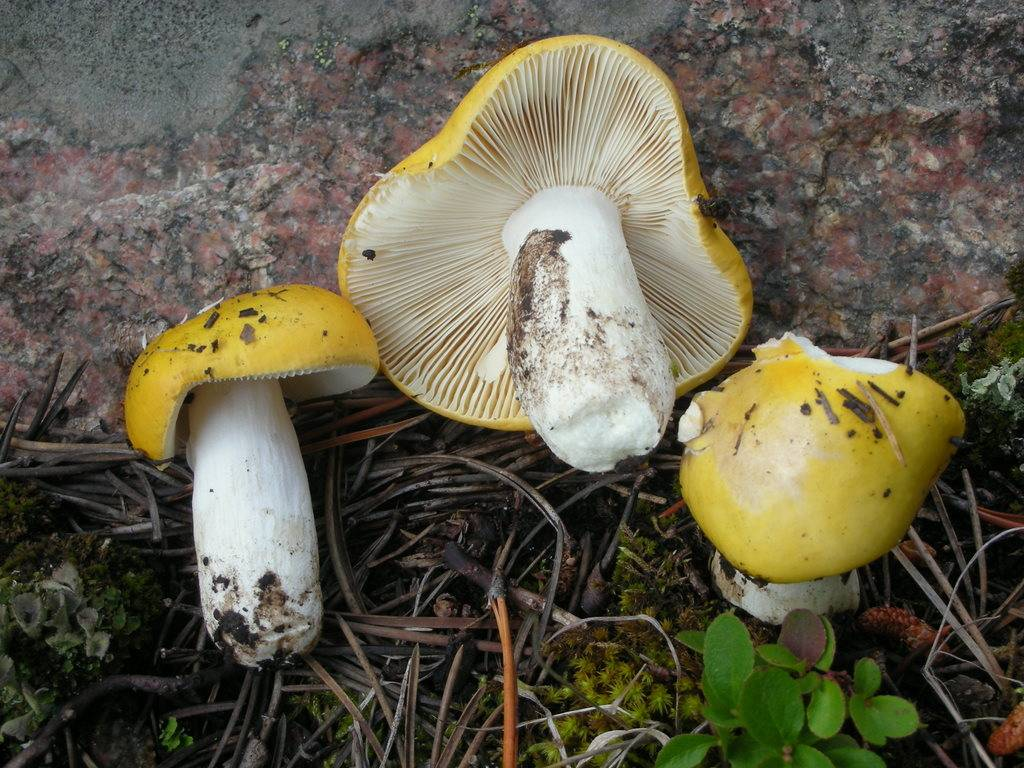

Gołąbek jasnożółty (Russula claroflava Grove) – gatunek grzybów należący do rodziny gołąbkowatych (Russulaceae).

## Systematyka i nazewnictwo
Pozycja w klasyfikacji według Index Fungorum: Russula, Russulaceae, Russulales, Incertae sedis, Agaricomycetes, Agaricomycotina, Basidiomycota, Fungi.
Po raz pierwszy opisał go w 1888 r. William Bywater Grove i nadana przez niego nazwa naukowa jest aktualna. Niektóre synonimy nazwy naukowej:

- Russula constans Britzelm. 1885
- Russula decolorans var. constans (Britzelm.) P. Karst. 1926
- Russula flava Romell,
- Russula ochroleuca var. claroflava 1890

Polską nazwę podała Alina Skirgiełło w 1991 r.

## Morfologia
Kapelusz
Średnicy 5–10 cm, za młodu półkulisty z podwiniętym brzegiem, potem płaski, z wgłębieniem pośrodku, twardy i mięsisty. Powierzchnia lśniąca, jednobarwna, cytrynowożółta do chromowożółtej. Skórkę można zdjąć do połowy kapelusza.
Blaszki
Grube i dosyć rzadkie, czasami rozwidlone lub tworzące anastomozy. Przy brzegu są zaokrąglone, przy trzonie zwężone, wolne, lub nieco zbiegające ząbkiem. Początkowo są białe, później żółtoochrowe.
Trzon
Wysokość 4–7 cm, grubość 1,5–2,5 cm, walcowaty, czasami nieco rozszerzony na środku, najpierw pełny, potem watowaty. Powierzchnia biała, czasami lekko cytrynowa, niemal gładka lub zamszowata. Po dotknięciu szarzeje.
Miąższ
Gruby i jędrny, barwy białej. Przecięty zmienia barwę na czarniawosiwą. W smaku początkowo jest cierpki, później łagodny i słodkawy. Zapach słaby.
Wysyp zarodników
Ochrowy.
Cechy mikroskopowe
W korze trzonu liczne występują przewody mleczne. Zarodniki szeroko elipsoidalne, o rozmiarach 8,5–12 × 6–9 μm. Powierzchnia brodawkowato-siateczkowata, brodawki stożkowate, średniej wielkości, siateczka bardzo delikatna. Podstawki o rozmiarach 35–50 × 10–12 μm. Cystydy występują licznie, są wrzecionowate, tępo zakończone i mają rozmiar 50–80 × 8–12 μm. Dermatocystyd brak.
Gatunki podobne
- gołąbek płowiejący (Russula decolorans), zwłaszcza formy o żółtych odcieniach. Zawsze jednak mają bardziej pomarańczowy kapelusz i rosną w lasach świerkowych[5],
- gołąbek brudnożółty (Russula ochroleuca) nie zmienia barwy na czarniawosiwą i rośnie w lasach iglastych,
- gołąbek żółciowy (Russula fellea). Ma piekący smak[5].

## Występowanie i siedlisko
Występuje w Ameryce Północnej, Europie i Japonii. W polskim piśmiennictwie mykologicznym opisany na licznych stanowiskach. Prawdopodobnie nie jest rzadki.
Naziemny grzyb mykoryzowy. Rośnie w wilgotnych i ciemnych lasach liściastych z pojedynczymi brzozami lub na podmokłych brzezinach, czasami także na torfowiskach. Owocniki wytwarza od lipca do października.

## Znaczenie
Grzyb jadalny.